# Yoncadüzü, Erzin
Yoncadüzü là một xã thuộc huyện Erzin, tỉnh Hatay, Thổ Nhĩ Kỳ. Dân số thời điểm năm 2011 là 1.465 người.